# Вазунген
Вазунген (нем. Wasungen) — город в Германии, в земле Тюрингия. 
Входит в состав района Шмалькальден-Майнинген. Подчиняется управлению Вазунген-Амт Занд.  Население составляет 3542 человека (на 31 декабря 2010 года). Занимает площадь 29,50 км². Официальный код  —  16 0 66 086.

## Известные уроженцы и жители
- Мельхиор Вульпиус
- Иоганн Георг Либкнехт
- Иоганн Валентин Медер
- Карл Людвиг фон Гинкельдей